# Chies d'Alpago
Chies d'Alpago (Ciéis in dialetto bellunese) è un comune italiano di 1 241 abitanti della provincia di Belluno in Veneto. Si tratta di un comune sparso, in quanto sede comunale è la frazione Lamosano.
Il comune fa parte dell'Unione montana Alpago.

## Origini del nome
L'etimologia del toponimo è incerta. Il termine Chies potrebbe derivare dal nome proprio dell'antico assegnatario del luogo - forse Clesium o Claisum - secondo una consuetudine riscontrabile anche in altre località limitrofe (Lamosano, Codenzano, Spert, Broz).

## Geografia fisica
Il territorio di Chies d'Alpago è inserito lungo la valle del Tesa (immissario del Lago di Santa Croce) ai piedi del Monte Teverone (2347 m).
Il territorio, completamente montuoso, è alternato da pianori, dove sorgono i principali paesi: Chies, Lamosano, Molini, Codenzano, San Martino d'Alpago, Irrighe, Funes, Carpinetto e Palughetto.
I principali corsi d'acqua sono:
- torrente Tesa
- torrente Borsoia
- torrente Fermega
- torrente Funesia
- torrente Tessina

Nel territorio comunale è attiva dagli anni '60 una vasta frana, la "Frana del Tessina". La frana ha un'estensione notevole, tanto che nel corso degli anni ha colmato parte della valle dell'omonimo torrente. Per mitigare il rischio che la frana coinvolgesse anche gli abitati a valle, sono state realizzate alcune opere, come un canale per scolare i detriti presso Lamosano e soprattutto la galleria drenante del Monte Teverone, grazie alla quale viene drenata una parte dell'acqua che altrimenti alimenterebbe la colata di detriti. L'acqua convogliata dalla galleria drenante viene utilizzata per alimentare le centrali idroelettriche comunali.

## Storia
I primi insediamenti nel territorio di Chies si fanno risalire all'età del ferro. La zona pianeggiante della conca dell'Alpago all'epoca era una palude, dunque i primi paesi furono fondati sulle alture: Clessum, Codenseanum, Lamosanum, Alpagos. In epoca longobarda nacque il sistema delle regole, una sorta di amministrazione del territorio, ancora oggi diffusa a Chies.
In età comunale tutto l'Alpago era governato da Belluno e nel 1324 fu eretto a contea sotto l'amministrazione di Endrighetto di Bongaio, che governava dal castello omonimo, vicino alla frazione di Alpaos. Nel 1404, come tutto il bellunese, il territorio venne conquistato dalla Serenissima. Dopo la caduta di Venezia nel 1797, si insediò il governo napoleonico, che mantenne lo statuto delle regole.
Successivamente, Chies subì le sorti di tutta l'area bellunese: dominio austriaco e annessione al Regno d'Italia. Durante la seconda guerra mondiale tutto il comune venne annesso direttamente al Reich da Hitler. A partire dal secondo dopoguerra, il territorio subì fortemente il fenomeno dell'emigrazione, che ne dimezzò la popolazione nel giro di pochi anni.

### Simboli
Lo stemma comunale è stato concesso con regio decreto del 10 ottobre 1941 e presenta sul campo di destra la torre del castello del Bongaio, dimora del conte d'Alpago Endrighetto, e sulla sinistra la pecora, emblema della pastorizia, principale sostentamento del paese, che ancora oggi viene largamente praticata.
Il gonfalone, concesso con DPR del 19 ottobre 1983, è un drappo partito di azzurro e di verde

## Monumenti e luoghi d'interesse
- Chiesa di San Giuseppe: la parrocchiale di Chies venne edificata nel 1903, sulla base di una precedente chiesa settecentesca, che a sua volta traeva origine da un sacello più antico.
- Santuario della Beata Vergine della Salute a Irrighe
- Chiesa di San Lorenzo Martire a Lamosano
- Chiesa di San Martino Vescovo a San Martino
- Chiesa di San Giorgio ad Alpaos
- Chiesa di San Sebastiano a Funes
- Chiesa di San Daniele a Palughetto
- La frazione di Alpaos, secondo la tradizione, corrisponderebbe al luogo in cui sorgeva il castello del famigerato Endrighetto di Bongaio, signore d'Alpago.[10]
- La località "Pian Formosa", di notevole interesse naturalistico, ospita eventi e concerti all'aperto.
- Nel mese di novembre del 2009 l'allora ministro alle Politiche agricole Luca Zaia ha fatto sì che una mandria di 25 capi di yak venisse importata dall'oriente e liberata in località Chies d'Alpago e ai piedi della foresta del Cansiglio: ciò al fine di contrastare l'avanzata dei boschi, vista la capacità degli yak di mangiare i giovani alberi, che pecore e mucche non gradiscono, e di pulire nel contempo il sottobosco, prevenendo la formazione di incendi. L'intento è di far fungere gli yak anche da attrazione turistica.

## Società

### Evoluzione demografica
Abitanti censiti

### Lingue e dialetti
Oltre alla lingua italiana è ancora molto diffuso l'utilizzo del dialetto bellunese.

## Cultura

### Musei
Nella frazione di Chies è presente il Museo di storia naturale dell'Alpago.

## Infrastrutture e trasporti

### Strade
Autostrade
Non ci sono tratte autostradali che attraversano direttamente il territorio comunale, tuttavia vi sono due uscite della A27 presso i comuni vicini: una è l'uscita denominata "Belluno", vicino alla frazione di Cadola, nel comune di Ponte nelle Alpi, e l'altra è l'uscita "Fadalto-Lago di Santa Croce", nel comune di Vittorio Veneto.
Strade statali
La strada statale più vicina è la strada statale 51 di Alemagna, dalla quale si può raggiungere il comune percorrendo un tratto della SP 422 e poi la SP 5.
Strade provinciali
Il comune di Chies è attraversato da una sola strada provinciale, la SP 5 "di Lamosano", la quale si origina da una diramazione della SP 422 nel comune di Alpago, poco più a nord di Cornei.

### Ferrovie
La stazione ferroviaria più vicina è la Stazione per l'Alpago, attraversata dalla ferrovia Ponte nelle Alpi-Conegliano, con treni diretti tra Belluno e Venezia.

### Trasporto pubblico locale
Una sola linea di trasporto pubblico extraurbano serve il comune di Chies ed è la linea 37-39 "Belluno-Puos-Chies" gestita da Dolomitibus, che collega alcune frazioni del comune con la zona bassa dell'Alpago, la Stazione per l'Alpago e Belluno.